# Florian Schwabeneder
Florian Schwabeneder (* 30. August 1992) ist ein österreichischer Schachmeister. Er spielt für den SV Grieskirchen in der 1. österreichischen Bundesliga. Er spielt auch in der Wiener Landesliga für den Schachclub Tschaturanga und in der Wiener Betriebsmeisterschaft mit der TU (Technische Universität). Florian Schwabeneder ist österreichischer Vize-Staatsmeister (Stand 2023).

## Leben
Florian Schwabeneder stammt aus Oberösterreich und erlernte Schach im frühen Alter. Nach der Matura zog er nach Wien, um an der Universität Wien seinem Lehramtsstudium in Geographie und Geschichte nachzugehen.

## Erfolge
2013 erreichte er zum ersten Mal die Elo-Zahl von 2300. 2018 im Alter von 25 Jahren erlangte er den Titel Internationaler Meister. Seine höchste Elo-Zahl erreichte er im Jänner 2019 mit 2458. Es gelangen ihm außerdem Spitzenplätze bei Staatsmeisterschaften.
Außerdem ist er in der Blitz- und Schnellschachszene aktiv. 2019, 2020 und 2023 gelangen ihm drei Turniersiege im Café El Speta Beisl-Blitz. Im Online-Schach spielt Schwabeneder gern auf der Plattform „Lichess“ unter dem Account „No_Move_Left“.

## Spielstil
Florian Schwabeneder besitzt ein weitreichendes Eröffnungsrepertoire und ist bekannt für seine ruhige Spielanlage.
Mit den weißen Steinen begnügt er sich oft eines kleinen Vorteils in einer symmetrischen Struktur, während er mit Schwarz gegen schwächere Gegner die Französische oder Tschetschenische Verteidigung anwendet, um das Spiel schärfer zu gestalten.
Dank seiner unfehlbaren Technik im Endspiel und der Anwendung der „feinen Klinge“ entscheidet Florian Schwabeneder viele Partien in der letzten Phase des Spiels für sich.